# 珍珠 (科羅拉多州)
珍珠（英語：Pearl）是位於美國科羅拉多州傑克遜縣的一個非建制地區。該地的面積和人口皆未知。

## 地理
珍珠的座標為40°59′07″N 106°32′49″W / 40.98528°N 106.54694°W，而該地的平均海拔高度為3872米（即12705英尺）。